# Beneluxtunnel

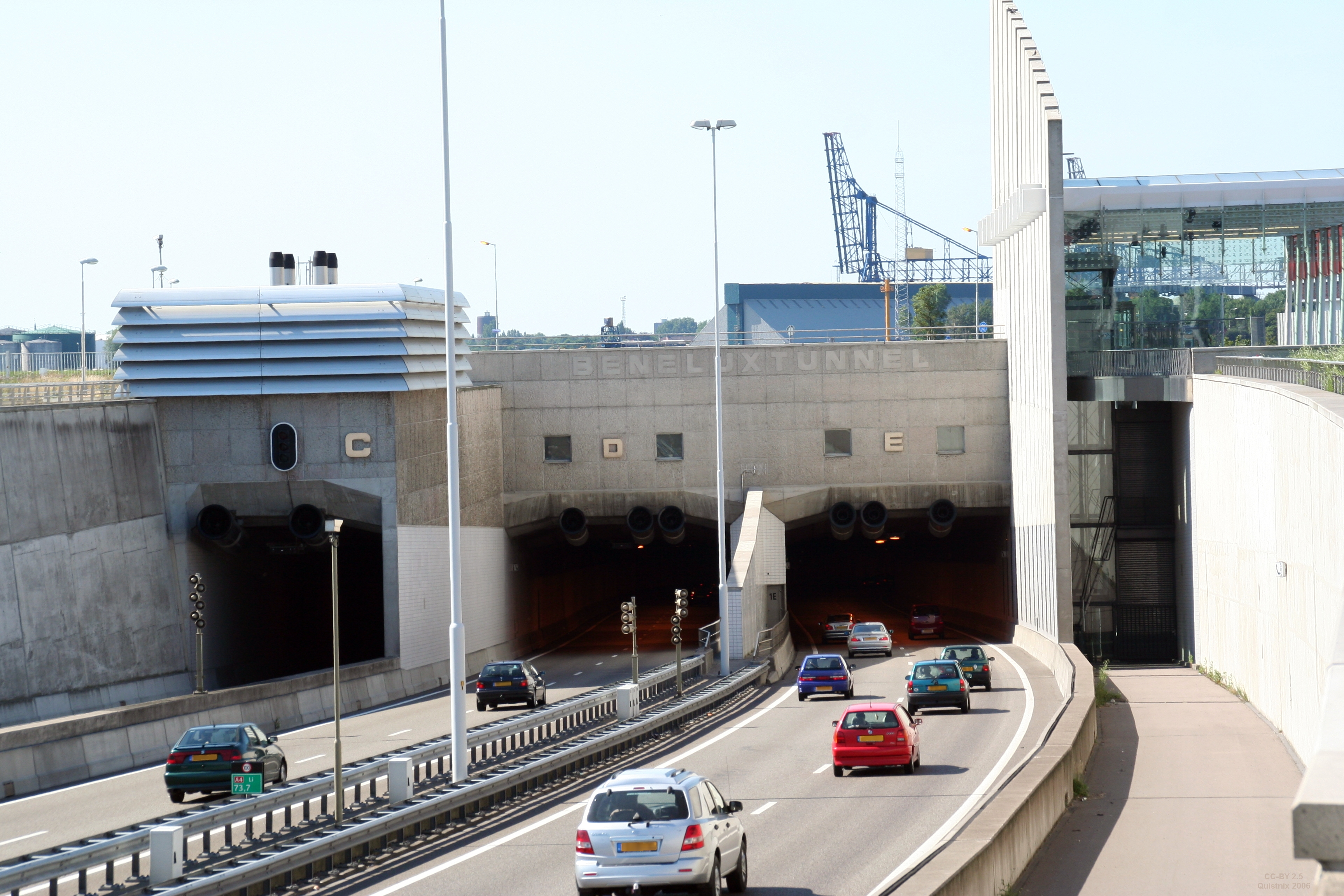
Röhren C bis E des Beneluxtunnels, von der Südseite aus gesehen. Rechts im Bild sind die Ein- und Ausfahrt des Fahrradtunnels.

Der Beneluxtunnel ist eine 1300 Meter lange Flussunterquerung unter der Nieuwe Maas in Rotterdam und Schiedam für Kraftfahrzeuge (A4), Radfahrer und die Rotterdamer U-Bahn (Linie C). Er besteht aus mehreren Tunnelröhren, die Vlaardingen und Schiedam mit Hoogvliet verbinden.

## Hintergrund und Vorbereitung
In den 1960er Jahren bestand ein großer Bedarf an weiteren Flussquerungen als dem Maastunnel und den verschiedenen Fähren, der zum Bau der Rotterdamer Autobahnrings führte. Seit 1964 erfolgt die östliche Überquerung der Maas durch die Van-Brienenoord-Brücke, die westliche seit 1967 durch den ersten Beneluxtunnel.
Die Schaffung des Beneluxtunnels ist hauptsächlich dem Bürgermeister von Vlaardingen, Jan Heusdens, zu verdanken. Der geplante Rijksweg 19/Zoomweg zwischen Vlaardingen und Schiedam stand in den 1960er Jahren nicht ganz oben auf der Prioritätenliste von Rijkswaterstaat. Heusdens widmete sich dennoch der Realisierung dieses Tunnels, den er für die Entwicklung von Vlaardingen als von großer Bedeutung ansah. Er initiierte die Gründung von NV Beneluxtunnel, einer Partnerschaft zwischen der Wirtschaft und den Gemeinden Rotterdam, Schiedam und Vlaardingen. Neben interessierten Unternehmen beteiligten sich auch die Handelskammern Rotterdam und Vlaardingen an der NV.

## Erster Beneluxtunnel

### Aufbau und Eröffnung
Aufgrund von Grenzänderungen während des Baus befindet sich der Tunnel nicht auf dem Gebiet von Vlaardingen, sondern auf dem von Schiedam. Am Tag der Tunneleröffnung wurde der Betrieb der Autofähre zwischen Vlaardingen und Pernis eingestellt.

### Maut
Nach seiner Eröffnung am 5. Juni 1967 war der Beneluxtunnel 12½ Jahre lang ein mautpflichtiger Tunnel, der von der NV Beneluxtunnel betrieben wurde. An der Südseite des Tunnels befand sich damals ein Mautplatz. Pkw zahlten einen Gulden pro Fahrt, Lkw einen Rijksdaalder (NLG 2,50). Ab dem 1. Januar 1980 wurde der Tunnel vom Staat übernommen, so dass die Maut entfiel.
In der Rotterdamse Ruit liegt die A4 auf der Westseite zwischen Kethelplein (N) und Beneluxplein (Z), zu der auch der Beneluxtunnel gehören.

## Zweiter Beneluxtunnel
Die Zunahme des gesamten Straßenverkehrs machte den Bau einer zweiten Brienenoord-Brücke erforderlich. Im Jahr 1989 wurde sie schließlich für den Straßenverkehr freigegeben. Dadurch wurden die Staus auf der Ostseite von Rotterdam gelöst. Dadurch konnten die Probleme auf der Westseite nicht ausreichend gelöst werden. Daher beschloss das Kabinett 1993 den Bau des zweiten Beneluxtunnels. Um die Umsetzung vorantreiben zu können, wurden Anforderungen an die Verkehrsträger festgelegt.
Die Aufgabe für das Projekt „Zweiter Benelux-Tunnel“ bestand darin, Staus zu beseitigen und verschiedene Transportarten in einem Tunnel zu vereinen, die Bauzeit zu verkürzen und die bestehenden Transportströme auf dem Wasserweg (Nieuwe Maas) und auf der Straße (A4) möglichst wenig zu behindern. Bei der Bewältigung der oben genannten Aufgabe wurden Lösungen gewählt, die sowohl der wirtschaftlichen Entwicklung des Rotterdamer Hafens als auch der Umwelt dienen. Das bedeutet, den nicht notwendigen Autoverkehr vom wirtschaftlich wichtigen Verkehr zu trennen und natürlich gute Transportalternativen anzubieten. Dies wurde nicht nur durch den Bau zusätzlicher Fahrspuren erreicht, sondern auch durch die Realisierung einer guten Fahrradanbindung, einer besseren U-Bahn-Anbindung für diese Region. Die Eröffnung des zweiten Beneluxtunnels einschließlich der U-Bahn erfolgte am 2. November 2002.
Der Fährdienst für Fußgänger und Radfahrer zwischen Vlaardingen und Pernis wurde nach der Eröffnung des neuen Tunnels eingestellt, da der U-Bahn- und Fahrradtunnel eine gute Alternative darstellen.

## Tunnelröhren
Der neue Tunnel besteht aus zwei Röhren für den Autoverkehr in Nordrichtung (Röhren D und E), einer flexibel nutzbaren Fahrbahn (Röhre C), einem Fahrradtunnel und einem U-Bahn-Tunnel (genutzt für die U-Bahn-Linie C). Die alten Tunnelröhren A und B werden beide für den Autoverkehr in südlicher Richtung genutzt.

### Güterverkehr
Bis 2017 durften LKWs die Röhre B nicht benutzen, da die Überhöhung für den Verkehr in Richtung Norden ausgelegt war. Es wurde befürchtet, dass in Richtung Süden fahrende Lkw zu hoch für das Tunnelprofil sein würden. Dadurch mussten sie aus dem Kethel-Tunnel kommend zwei Fahrspuren in Richtung Vorsortierung in Richtung Barendrecht, Dordrecht und Antwerpen verschieben, was zu einem unruhigen Verkehrsbild und Verzögerungen führte. Als sich jedoch aus Durchfahrprofilen herausstellte, dass die Höhe kein Problem darstelle, wurde die Röhre B ab dem 2. Oktober 2017 für den Güterverkehr freigegeben, zunächst nur testweise, endgültig ab Dezember 2018.

### Zweck und Verwendung pro Röhre
Alle Tunnelröhren für den Autoverkehr sind zweispurig, am Ausgang der Tunnelröhre A kommt sofort eine dritte Spur hinzu. Die Tunnelröhren lassen sich wie folgt auflisten:
- Erster Beneluxtunnel
  - Die Röhre A verfügt über zwei Fahrspuren für den Verkehr von Nord nach Süd
  - Die Röhre B verfügt über zwei Fahrspuren für den Verkehr von Nord nach Süd
- Zweiter Benelux-Tunnel
  - Die Röhre C ist 6,60 Meter breit, verfügt über eine Fahrspur und war ursprünglich als Rückfahrspur vorgesehen. Heutzutage für Mopeds und Motorroller verwendet.
  - Die Röhre D ist 9,85 Meter breit und verfügt über zwei Fahrspuren für den Verkehr von Süden nach Norden
  - Zwischen den Röhren D und E befindet sich ein Serviceschacht und ein Fluchtkorridor
  - Die Röhre E ist 9,85 Meter breit und verfügt über zwei Fahrspuren für den Verkehr von Süden nach Norden
  - Die Röhre F ist 4 Meter breit und enthält 2 Fahrspuren für den Rad- und Fußgängerverkehr
  - Die U-Bahn G ist 4,35 Meter breit und enthält 1 U-Bahn-Gleis
  - Die Röhre H ist 4,35 Meter breit und enthält 1 U-Bahn-Gleis